# 康明凯
康明凱（英語：Michael Kovrig，1972年2月3日—）是加拿大前任外交官，目前於國際危機組織擔任資深顧問。

## 生平
康明凯毕业于多倫多大學英文系，在哥伦比亚大学获得国际事务硕士学位。之后担任加拿大外交官，在北京、香港、以及纽约联合国总部从事外交工作，曾任加拿大驻华大使馆一等秘书兼副领事，之后担任联合国开发计划署联络员以及荣鼎咨询公司的中国分析师。2017年2月，在国际危机组织担任东北亚高级顾问。

## 被中国政府逮捕

### 概要
2018年12月10日晚上，中華人民共和國政府突然拘捕康明凱，后並指控他危害國家安全罪名。2天後，中国正式通知加拿大康明凱被拘捕的消息。直到12月13日，加拿大官員才获得领事探访權，與他進行半小时訪談。加拿大的领事官员和他的律师後續被允許每個月会见他一次。康明凱在拘留设施中，每天被八小时审讯，他牢房里的灯每天24小时亮着。
在孟晚舟被抓捕后第九天，中国突然逮捕了康明凯与另一位加国商人迈克尔·斯帕弗。加拿大總理杜魯多表示，此事与孟晚舟案有關，要求中國將兩人釋放，並允許加拿大駐中國使館人員探視與外界失聯的兩個加拿大人。
加拿大、美国都谴责此事件為任意拘留外國公民當成外交談判籌碼，是中國进行人质外交， 呼吁释放两名加拿大公民。多个国家认为中国的做法是“人质外交”，其目的为胁迫加拿大释放孟晚舟。日本、英国以及法国德国等欧盟成员国联合签署宣言，谴责中国的人质外交不合法不道德。中国外交部则回应，二者无关，要求释放孟晚舟。
2021年9月24日，孟晚舟在承认隐瞒违反对伊朗制裁的事实前提下，美国司法部与其达成延期起诉协议，加拿大也因此撤销引渡程序而释放了孟晚舟。孟晚舟在中国政府包机下回到中国大陆。同时，康明凯和迈克尔也被中国以取保候审名义释放，乘机回到加拿大。美加中历时三年的外交人质危机结束。

### 过程
中华人民共和国的媒体环球时报发布文章称，2017年至2018年间，康明凯凭伪造商人身份虚构经商事由进入中国大陆，在北京、上海、吉林等地，通过关系人迈克尔·斯帕弗搜集了大量非公开的涉中华人民共和国国家安全的信息，并据此撰写分析报告。2018年12月11日，在中国大陆被國家安全部逮捕之后，加拿大政府确认了此事。前加拿大驻华大使赵朴认为此事是与华为公司副董事长兼首席财务官（CFO）孟晚舟在加拿大被逮捕有直接关系。2018年12月20日，加拿大外交部長方慧蘭聲明加拿大政府對中華人民共和國當局在本月稍早恣意拘留二位加拿大公民的行動表示極度憂心，並要求中華人民共和國政府即刻釋放被拘留者。
在2018年12月12日的外交部例行记者会上，外交部发言人陆慷表示没有可以提供的情况，相关部门会依法依规处理，并称国际危机组织并未在中国大陆境内依法登记备案，其人员在中国大陆境内的活动可能触犯《中华人民共和国境外非政府组织境内活动管理法》。同日夜间，新京报报道，康明凯因涉嫌危害国家安全已被北京市国家安全局依法审查。加拿大广播公司1月10日报道，加拿大驻中国领事馆人员对目前被拘押的前外交官康明凯进行第二次探视。
加拿大總理賈斯汀·杜魯多在12日發表聲明：「對中國政府恣意且不公正地拘留了兩位加拿大公民表示遺憾，尤其在其中一位的案例中，中國政府更無視了外交豁免權。」 中华人民共和国外交部回应称康明凯不是现任外交官，不適用外交豁免權。
2019年，加拿大政府指控此事件為中華人民共和國政府對孟晚舟事件的報復，是中国政府利用任意拘留为工具以达成国际或国内政治目标。西方国家普遍批评中国拘捕康明凯是人质外交。1月22日，19个國家的143名學者和外交官聯名發表给中華人民共和國主席習近平的公開信，要求釋放康明凱與加拿大籍企業家迈克尔·斯帕弗。5月16日，中华人民共和国外交部证实，康明凯因涉嫌为境外刺探国家秘密和情报犯罪，被中国检察机关批准逮捕。
2019年12月10日的外交部例行记者会上，华春莹表示康明凯为境外刺探国家秘密、情报案和迈克尔·斯帕弗为境外窃取、非法提供国家秘密案均已侦查终结并移送检方，并表示二人获得了多次领事探视，合法权利获得保障。2020年6月19日，北京市人民检察院第二分院以康明凯触犯《中华人民共和国刑法》第110条，涉嫌为境外刺探国家秘密、情报罪为由，向北京市第二中级人民法院提请公诉。
2021年3月22日，北京市第二中级人民法院对康明凯閉門庭审，外國外交官不被允许旁聽，中方报道中提到，康明凯搜集的信息包含多份機密級軍事情報和國家秘密，该庭审未当庭宣判。

### 结果
2021年9月24日，孟晚舟与美国司法部签署延期起诉协议，美国撤销引渡程序，加拿大释放了孟晚舟，允许其自由出入境。在加拿大方面释放孟晚舟之后，中国的有关部门进行了确认和医疗机构的诊断，中国方面批准康明凯、斯帕弗取保候审，作出中止审理案件的裁定。中国外交部称，此前康明凯、斯帕弗均已亲笔书写了认罪悔罪材料，承认自己危害中国国家安全的犯罪事实。有报道认为这如同中国政府一贯的做法：逼迫犯罪嫌疑人写下悔过书，甚至在没有判决的情况下，录制认罪视频，电视广为播放。历经了1,020天的刑事程序后，康明凯離境中國大陸，康明凱和斯帕弗乘坐加拿大皇家空军的专机于当地时间9月25日早晨5点40分左右抵达卡尔加里国际机场，加拿大总理特鲁多与外交部长马克·加尔诺前往机场迎接与拥抱，之后转机前往多伦多与家人会面。
在抵达多伦多康明凯妻子的屋子后不久，康明凯与其家人和加拿大外交部长马克·加尔诺一起接受加拿大新闻和政治事务电视剧《The West Block》第10季第46集访问。康明凯与家人在节目中对所有支持他们的加拿大人和许多人帮助他与迈克尔·斯帕弗一起带回家所做的一切努力表示巨大谢意。康明凯在节目中透露，在过去的24小时里，他每天都在跑步，大约只睡两个小时，所以还没有任何令人兴奋的计划。康明凯的妻子Vina Nadjibulla表示，这是令人难以置信的一天，其心情难以形容，她与许多人一起为「两名迈克尔」的自由走了7,000步，现在终于在加拿大自由了，目前需要一些时间来治愈和休息。康明凯的姐姐Ariana Botha则透露，他们一家人将在晚上订购餐厅。

### 二人内讧
2023年11月，加拿大《环球邮报》称，斯帕弗称康明凯的情报工作失误致使二人在中国被捕，康明凯的律师随后表示，斯帕弗的指控毫无根据。同年12月26日，加拿大《环球邮报》援引加拿大政府内部人士称，加政府为二人提供约300万加元的赔偿以换取庭外和解，避免外界因斯帕弗提起正式诉讼而导致外界关注于政府“安全报告”项目。

### 事后指控
2024年9月23日加拿大国际广播电台刊载康明凯专访，在专访中康明凯指控中国政府将其单独关押超过15天，他被完全隔离，并且每天要接受6到9小时的不断审问，其受到凌辱以接受虚假的故事版本。其指控由于其不配合中国政府的工作，他的食物被削减，被囚第一个月瘦了十公斤。中国政府指控康明凯撒谎，并“建议有关人士尊重事实，反省错误”。

## 外部連結
- 康明凯的Facebook專頁
- 康明凯的X（前Twitter）